# 希拉南德·拉克拉
希拉南德·拉克拉（英語：Shilanand Lakra，1999年5月5日—）生于奥里萨邦松達加爾縣，是一名印度男子曲棍球运动员，担任印度国家队前锋。他于2018年苏丹阿兹兰沙杯完成了个人的国家队首秀。